# فيرابان
كوس مونيسمي فيرابان غوندار (18 يناير 1952 - 18 أكتوبر 2004) عرف أكثر باسم فيرابان، رجل عصابات وقطاع طرق هندي، كان نشطا لمدة 36 عاما في القتل والسرق أعمال خطف سياسيين من أجل المال، قام بأنشطته في غابات الولايات الهندية الجنوبية كارناتاكا وكيرالا وتاميل نادو. ومطلوبًا لقتل أكثر من 120 شخصًا، وسرقة أكثر من 2000 من الأفيال، وتهريب ملايين الدولارات من خشب الصندل والعاج، ما اكسبه سمعة سيئة في جميع أنحاء الهند وقضى أكثر من 20 عاما هاربا من العدالة وكما تم اتهامه بتهريب خشب الصندل في أراضي الغابات وغابات كارناتاكا وتاميل نادو وكيرالا.
 ولكن بعد وفاته مؤخراً في عام 2018 ، قضت المحكمة بعدم تهريبه، وقد أدت هذه المهنة الطويلة والقدرة على التهرب من الشرطة إلى معاملته كشخصية روبن هود.

## نشأته
ولد فيرابان لعائلة هندوسية فانيار، في جوبيناث، كارناتاكا. تزوج من موثولاكشمي، الذي قيل إنه تزوجته بسبب «سوء سمعة وشارب» في عام 1990. اعتبارا من عام 2004 ، لديه ابنتين فيديا راني (من مواليد 1990) وبرابها ( مواليد عام 1993) ، يدرسون في تاميل نادو.

## وفاته
في 18 أكتوبر 2004 ، قُتل فيرابان واثنان من مساعديه على يد فرقة العمل الخاصة برئاسة فيجاي كومار. في مطارة سميت عملية كوكون وشريكو فيرابان سيثوكولي جوفيندان وتشاندري جودار وسيثوماني قُتلوا أيضًا في العملية.